# Список космонавтов в хронологическом порядке (1970-е гг.)
В настоящем списке представлены все космонавты, осуществившие свои первые космические полёты в период с 1971 по 1980 годы, в хронологическом порядке.
 Голубым цветом  выделены астронавты, ставшие первыми среди граждан своей страны.
 Жёлтым цветом  выделены американские астронавты, осуществившие высадку на Луну в рамках программы Аполлон.
Жирным шрифтом выделены космонавты, погибшие при осуществлении космического полёта.
| №  | Гражданство                                        | Фото                           | Имя, фамилия                                                    | Продолжительность полётов | Космический корабль (экспедиция) | Дата начала полёта | Дата окончания полёта | Прим. |
| -- | -------------------------------------------------- | ------------------------------ | --------------------------------------------------------------- | ------------------------- | -------------------------------- | ------------------ | --------------------- | ----- |
| 48 | Соединённые Штаты Америки                          |                                | Алан Шепард (1923—1998) англ. Alan Bartlett Shepard, Jr.        | 9 сут 0 час 02 мин        | Аполлон-14                       | 31 января 1971     | 9 февраля 1971        |       |
| 49 | Соединённые Штаты Америки                          |                                | Стю Руса (1933—1994) англ. Stuart Allen Roosa                   | 9 сут 0 час 02 мин        | Аполлон-14                       | 31 января 1971     | 9 февраля 1971        |       |
| 50 | Соединённые Штаты Америки                          |                                | Эдгар Митчелл (1930—2016) англ. Edgar Dean Mitchell             | 9 сут 0 час 02 мин        | Аполлон-14                       | 31 января 1971     | 9 февраля 1971        |       |
| 51 | Союз Советских Социалистических Республик          |                                | Николай Рукавишников (1932—2002)                                | 9 сут 21 ч 09 мин         | Союз-10                          | 22 апреля 1971     | 24 апреля 1971        |       |
| 51 | Союз Советских Социалистических Республик          | Союз-16                        | Николай Рукавишников (1932—2002)                                | 9 сут 21 ч 09 мин         | 2 декабря 1974                   | 8 декабря 1974     |                       |       |
| 51 | Союз Советских Социалистических Республик          | Союз-33                        | Николай Рукавишников (1932—2002)                                | 9 сут 21 ч 09 мин         | 10 апреля 1979                   | 12 апреля 1979     |                       |       |
| 52 | Союз Советских Социалистических Республик          |                                | Георгий Добровольский (1928—1971)                               | 23 сут 18 ч 21 мин        | Союз-11                          | 6 июня 1971        | 29 июня 1971          |       |
| 53 | Союз Советских Социалистических Республик          |                                | Виктор Пацаев (1933—1971)                                       | 23 сут 18 ч 21 мин        | Союз-11                          | 6 июня 1971        | 29 июня 1971          |       |
| 54 | Соединённые Штаты Америки                          |                                | Альфред М. Уорден (1932—2020) англ. Alfred Merrill Worden       | 12 сут 7 ч 12 мин         | Аполлон-15                       | 26 июля 1971       | 7 августа 1971        |       |
| 55 | Соединённые Штаты Америки                          |                                | Джеймс Ирвин (1930—1991) англ. James Benson Irwin               | 12 сут 7 ч 12 мин         | Аполлон-15                       | 26 июля 1971       | 7 августа 1971        |       |
| 56 | Соединённые Штаты Америки                          |                                | Кен Маттингли (1936—2023) англ. Thomas Kenneth Mattingly II     | 21 сут 4 ч 34 мин         | Аполлон-16                       | 16 апреля 1972     | 27 апреля 1972        |       |
| 56 | Соединённые Штаты Америки                          | Колумбия STS-4                 | Кен Маттингли (1936—2023) англ. Thomas Kenneth Mattingly II     | 21 сут 4 ч 34 мин         | 27 июня 1982                     | 4 июля 1982        |                       |       |
| 56 | Соединённые Штаты Америки                          | Дискавери STS-51C              | Кен Маттингли (1936—2023) англ. Thomas Kenneth Mattingly II     | 21 сут 4 ч 34 мин         | 24 января 1985                   | 27 января 1985     |                       |       |
| 57 | Соединённые Штаты Америки                          |                                | Чарльз Дьюк (род. 1935) англ. Charles Moss Duke, Jr.            | 11 сут 1 час 51 мин       | Аполлон-16                       | 16 апреля 1972     | 27 апреля 1972        |       |
| 58 | Соединённые Штаты Америки                          |                                | Рональд Эванс (1933—1990) англ. Ronald Ellwin Evans, Jr.        | 12 сут 13 ч 52 мин        | Аполлон-17                       | 7 декабря 1972     | 19 декабря 1972       |       |
| 59 | Соединённые Штаты Америки                          |                                | Харрисон Шмитт (род. 1935) англ. Harrison Hagan Schmitt         | 12 сут 13 ч 52 мин        | Аполлон-17                       | 7 декабря 1972     | 19 декабря 1972       |       |
| 60 | Соединённые Штаты Америки                          |                                | Пол Вейтц (1932—2017) англ. Paul Joseph Weitz                   | 33 сут 1 час 13 мин       | Скайлэб-2                        | 25 мая 1973        | 22 июня 1973          |       |
| 60 | Соединённые Штаты Америки                          | Челленджер STS-6               | Пол Вейтц (1932—2017) англ. Paul Joseph Weitz                   | 33 сут 1 час 13 мин       | 4 апреля 1983                    | 9 апреля 1983      |                       |       |
| 61 | Соединённые Штаты Америки                          |                                | Джозеф Кервин (род. 1932) англ. Joseph Peter Kerwin             | 28 сут 00 ч 50 мин        | Скайлэб-2                        | 25 мая 1973        | 22 июня 1973          |       |
| 62 | Соединённые Штаты Америки                          |                                | Джек Лаусма (род. 1936) англ. Jack Robert Lousma                | 67 сут 11 ч 13 мин        | Скайлэб-3                        | 28 июля 1973       | 25 сентября 1973      |       |
| 62 | Соединённые Штаты Америки                          | Колумбия STS-3                 | Джек Лаусма (род. 1936) англ. Jack Robert Lousma                | 67 сут 11 ч 13 мин        | 22 марта 1982                    | 30 марта 1982      |                       |       |
| 63 | Соединённые Штаты Америки                          |                                | Оуэн Кей Гэрриот (1930—2019) англ. Owen Kay Garriott            | 69 сут 18 ч 56 мин        | Скайлэб-3                        | 28 июля 1973       | 25 сентября 1973      |       |
| 63 | Соединённые Штаты Америки                          | Колумбия STS-9                 | Оуэн Кей Гэрриот (1930—2019) англ. Owen Kay Garriott            | 69 сут 18 ч 56 мин        | 28 ноября 1983                   | 8 декабря 1983     |                       |       |
| 64 | Союз Советских Социалистических Республик          |                                | Василий Лазарев (1928—1990)                                     | 1 сут 23 ч 15 мин         | Союз-12                          | 27 сентября 1973   | 29 сентября 1973      |       |
| 65 | Союз Советских Социалистических Республик          |                                | Олег Макаров (1933—2003)                                        | 20 сут 17 ч 20 мин        | Союз-12                          | 27 сентября 1973   | 29 сентября 1973      |       |
| 65 | Союз Советских Социалистических Республик          | Союз-27 Салют-6 Союз-26        | Олег Макаров (1933—2003)                                        | 20 сут 17 ч 20 мин        | 10 января 1978                   | 16 января 1978     |                       |       |
| 65 | Союз Советских Социалистических Республик          | Союз Т-3 Салют-6               | Олег Макаров (1933—2003)                                        | 20 сут 17 ч 20 мин        | 27 ноября 1980                   | 10 декабря 1980    |                       |       |
| 66 | Соединённые Штаты Америки                          |                                | Джеральд Карр (1932—2020) англ. Gerald Paul Carr                | 84 сут 1 час 15 мин       | Скайлэб-4                        | 16 ноября 1973     | 8 февраля 1974        |       |
| 67 | Соединённые Штаты Америки                          |                                | Уильям Поуг (1930—2014) англ. William Reid Pogue                | 84 сут 1 час 15 мин       | Скайлэб-4                        | 16 ноября 1973     | 8 февраля 1974        |       |
| 68 | Соединённые Штаты Америки                          |                                | Эдвард Гибсон (род. 1936) англ. Edward George Gibson            | 84 сут 1 час 15 мин       | Скайлэб-4                        | 16 ноября 1973     | 8 февраля 1974        |       |
| 69 | Союз Советских Социалистических Республик          |                                | Валентин Лебедев (род. 1942)                                    | 219 сут 5 ч 59 мин        | Союз-13                          | 18 декабря 1973    | 26 декабря 1973       |       |
| 69 | Союз Советских Социалистических Республик          | Союз Т-5 Салют-7 Союз Т-7      | Валентин Лебедев (род. 1942)                                    | 219 сут 5 ч 59 мин        | 13 мая 1982                      | 10 декабря 1982    |                       |       |
| 70 | Союз Советских Социалистических Республик          |                                | Пётр Климук (род. 1942)                                         | 78 сут 18 ч 18 мин        | Союз-13                          | 18 декабря 1973    | 26 декабря 1973       |       |
| 70 | Союз Советских Социалистических Республик          | Союз-18 Салют-4                | Пётр Климук (род. 1942)                                         | 78 сут 18 ч 18 мин        | 24 мая 1975                      | 26 июля 1975       |                       |       |
| 70 | Союз Советских Социалистических Республик          | Союз-30 Салют-6                | Пётр Климук (род. 1942)                                         | 78 сут 18 ч 18 мин        | 27 июня 1978                     | 5 июля 1978        |                       |       |
| 71 | Союз Советских Социалистических Республик          |                                | Юрий Артюхин (1930—1998)                                        | 15 сут 17 ч 30 мин        | Союз-14 Салют-3                  | 3 июля 1974        | 19 июля 1974          |       |
| 72 | Союз Советских Социалистических Республик          |                                | Лев Дёмин (1926—1998)                                           | 2 сут 00 ч 12 мин         | Союз-15                          | 26 августа 1974    | 28 августа 1974       |       |
| 73 | Союз Советских Социалистических Республик          |                                | Геннадий Сарафанов (1942—2005)                                  | 2 сут 00 ч 12 мин         | Союз-15                          | 26 августа 1974    | 28 августа 1974       |       |
| 74 | Союз Советских Социалистических Республик          |                                | Георгий Гречко (1931—2017)                                      | 134 сут 20 ч 32 мин       | Союз-17 Салют-4                  | 11 января 1975     | 9 февраля 1975        |       |
| 74 | Союз Советских Социалистических Республик          | Союз-26 Салют-6 Союз-27        | Георгий Гречко (1931—2017)                                      | 134 сут 20 ч 32 мин       | 10 декабря 1977                  | 16 марта 1978      |                       |       |
| 74 | Союз Советских Социалистических Республик          | Союз Т-14 Салют-7              | Георгий Гречко (1931—2017)                                      | 134 сут 20 ч 32 мин       | 17 сентября 1985                 | 26 сентября 1985   |                       |       |
| 75 | Союз Советских Социалистических Республик          |                                | Алексей Губарев (1931—2015)                                     | 37 сут 11 ч 35 мин        | Союз-17 Салют-4                  | 11 января 1975     | 9 февраля 1975        |       |
| 75 | Союз Советских Социалистических Республик          | Союз-28 Салют-6                | Алексей Губарев (1931—2015)                                     | 37 сут 11 ч 35 мин        | 2 марта 1978                     | 10 марта 1978      |                       |       |
| 76 | Соединённые Штаты Америки                          |                                | Вэнс Бранд (род. 1931) англ. Vance DeVoe Brand                  | 31 сут 2 ч 07 мин         | Аполлон-21                       | 15 июля 1975       | 25 июля 1975          |       |
| 76 | Соединённые Штаты Америки                          | Колумбия STS-5                 | Вэнс Бранд (род. 1931) англ. Vance DeVoe Brand                  | 31 сут 2 ч 07 мин         | 11 ноября 1982                   | 16 ноября 1982     |                       |       |
| 76 | Соединённые Штаты Америки                          | Челленджер STS-41B             | Вэнс Бранд (род. 1931) англ. Vance DeVoe Brand                  | 31 сут 2 ч 07 мин         | 3 февраля 1984                   | 11 февраля 1984    |                       |       |
| 76 | Соединённые Штаты Америки                          | Колумбия STS-35                | Вэнс Бранд (род. 1931) англ. Vance DeVoe Brand                  | 31 сут 2 ч 07 мин         | 2 декабря 1990                   | 11 декабря 1990    |                       |       |
| 77 | Соединённые Штаты Америки                          |                                | Дональд Слейтон (1924—1993) англ. Donald Kent Slayton           | 9 сут 1 час 28 мин        | Аполлон-21                       | 15 июля 1975       | 25 июля 1975          |       |
| 78 | Союз Советских Социалистических Республик          |                                | Виталий Жолобов (род. 1937)                                     | 49 сут 06 ч 23 мин        | Союз-21 Салют-5                  | 6 июля 1976        | 24 августа 1976       |       |
| 79 | Союз Советских Социалистических Республик          |                                | Владимир Аксёнов (1935—2024)                                    | 11 сут 20 ч 11 мин        | Союз-22                          | 15 сентября 1976   | 23 сентября 1976      |       |
| 79 | Союз Советских Социалистических Республик          | Союз Т-2 Салют-6               | Владимир Аксёнов (1935—2024)                                    | 11 сут 20 ч 11 мин        | 5 июля 1980                      | 9 июля 1980        |                       |       |
| 80 | Союз Советских Социалистических Республик          |                                | Вячеслав Зудов (1942—2024)                                      | 2 сут 00 ч 06 мин         | Союз-23                          | 14 октября 1976    | 16 октября 1976       |       |
| 81 | Союз Советских Социалистических Республик          |                                | Валерий Рождественский (1939—2011)                              | 2 сут 00 ч 06 мин         | Союз-23                          | 14 октября 1976    | 16 октября 1976       |       |
| 82 | Союз Советских Социалистических Республик          |                                | Юрий Глазков (1939—2008)                                        | 17 сут 17 ч 25 мин        | Союз-24 Салют-5                  | 7 февраля 1977     | 25 февраля 1977       |       |
| 83 | Союз Советских Социалистических Республик          |                                | Владимир Ковалёнок (род. 1942)                                  | 216 сут 9 ч 08 мин        | Союз-25                          | 9 октября 1977     | 11 октября 1977       |       |
| 83 | Союз Советских Социалистических Республик          | Союз-29 Салют-6 Союз-31        | Владимир Ковалёнок (род. 1942)                                  | 216 сут 9 ч 08 мин        | 15 июня 1978                     | 2 ноября 1978      |                       |       |
| 83 | Союз Советских Социалистических Республик          | Союз Т-4 Салют-6               | Владимир Ковалёнок (род. 1942)                                  | 216 сут 9 ч 08 мин        | 12 марта 1981                    | 26 мая 1981        |                       |       |
| 84 | Союз Советских Социалистических Республик · Россия |                                | Валерий Рюмин (1939—2022)                                       | 371 сут 16 ч 24 мин       | Союз-25                          | 9 октября 1977     | 11 октября 1977       |       |
| 84 | Союз Советских Социалистических Республик · Россия | Союз-32 Салют-6 Союз-34        | Валерий Рюмин (1939—2022)                                       | 371 сут 16 ч 24 мин       | 25 февраля 1979                  | 19 августа 1979    |                       |       |
| 84 | Союз Советских Социалистических Республик · Россия | Союз-35 Салют-6 Союз-37        | Валерий Рюмин (1939—2022)                                       | 371 сут 16 ч 24 мин       | 17 марта 1992                    | 10 августа 1992    |                       |       |
| 84 | Союз Советских Социалистических Республик · Россия | Дискавери STS-91 Мир           | Валерий Рюмин (1939—2022)                                       | 371 сут 16 ч 24 мин       | 2 июня 1998                      | 12 июня 1998       |                       |       |
| 85 | Союз Советских Социалистических Республик          |                                | Юрий Романенко (род. 1944)                                      | 430 сут 18 ч 21 мин       | Союз-26 Салют-6 Союз-27          | 10 декабря 1977    | 16 марта 1978         |       |
| 85 | Союз Советских Социалистических Республик          | Союз-38 Салют-6                | Юрий Романенко (род. 1944)                                      | 430 сут 18 ч 21 мин       | 18 сентября 1980                 | 26 сентября 1980   |                       |       |
| 85 | Союз Советских Социалистических Республик          | Союз ТМ-2 Мир Союз ТМ-3        | Юрий Романенко (род. 1944)                                      | 430 сут 18 ч 21 мин       | 5 февраля 1987                   | 29 декабря 1987    |                       |       |
| 86 | Союз Советских Социалистических Республик          |                                | Владимир Джанибеков (род. 1942)                                 | 145 сут 15 ч 58 мин       | Союз-27 Салют-6 Союз-26          | 10 января 1978     | 16 января 1978        |       |
| 86 | Союз Советских Социалистических Республик          | Союз-39 Салют-6                | Владимир Джанибеков (род. 1942)                                 | 145 сут 15 ч 58 мин       | 22 марта 1981                    | 30 марта 1981      |                       |       |
| 86 | Союз Советских Социалистических Республик          | Союз Т-6 Салют-7               | Владимир Джанибеков (род. 1942)                                 | 145 сут 15 ч 58 мин       | 24 июня 1982                     | 2 июля 1982        |                       |       |
| 86 | Союз Советских Социалистических Республик          | Союз Т-12 Салют-7              | Владимир Джанибеков (род. 1942)                                 | 145 сут 15 ч 58 мин       | 17 июля 1984                     | 29 июля 1984       |                       |       |
| 86 | Союз Советских Социалистических Республик          | Союз Т-13 Салют-7              | Владимир Джанибеков (род. 1942)                                 | 145 сут 15 ч 58 мин       | 6 июня 1985                      | 26 сентября 1985   |                       |       |
| 87 | Чехословакия                                       |                                | Владимир Ремек (род. 1948) чеш. Vladimír Remek                  | 7 сут 22 ч 16 мин         | Союз-28 Салют-6                  | 2 марта 1978       | 10 марта 1978         |       |
| 88 | Союз Советских Социалистических Республик          |                                | Александр Иванченков (род. 1940)                                | 147 сут 12 ч 38 мин       | Союз-29 Салют-6 Союз-31          | 15 июня 1978       | 2 ноября 1978         |       |
| 88 | Союз Советских Социалистических Республик          | Союз Т-6 Салют-7               | Александр Иванченков (род. 1940)                                | 147 сут 12 ч 38 мин       | 24 июня 1982                     | 2 июля 1982        |                       |       |
| 89 | Польская Народная Республика                       |                                | Мирослав Гермашевский (1941—2022) пол. Mirosław Hermaszewski    | 7 сут 22 ч 2 мин          | Союз-30 Салют-6                  | 27 июня 1978       | 5 июля 1978           |       |
| 90 | Германская Демократическая Республика              |                                | Зигмунд Йен (1937—2019) нем. Sigmund Werner Paul Jähn           | 7 сут 20 час.49 мин       | Союз-31 Салют-6 Союз-29          | 26 августа 1978    | 3 сентября 1978       |       |
| 91 | Союз Советских Социалистических Республик          |                                | Владимир Ляхов (1941—2018)                                      | 333 сут 7 ч 47 мин        | Союз-32 Салют-6 Союз-34          | 25 февраля 1979    | 19 августа 1979       |       |
| 91 | Союз Советских Социалистических Республик          | Союз Т-9 Салют-7               | Владимир Ляхов (1941—2018)                                      | 333 сут 7 ч 47 мин        | 27 июня 1983                     | 23 ноября 1983     |                       |       |
| 91 | Союз Советских Социалистических Республик          | Союз ТМ-6 Мир Союз ТМ-5        | Владимир Ляхов (1941—2018)                                      | 333 сут 7 ч 47 мин        | 29 августа 1988                  | 7 сентября 1988    |                       |       |
| 92 | Народная Республика Болгария                       |                                | Георгий Иванов (род. 1940) болг. Георги Иванов Иванов (Какалов) | 1 сут 23 ч 01 мин         | Союз-33                          | 10 апреля 1979     | 12 апреля 1979        |       |
| 93 | Союз Советских Социалистических Республик          |                                | Леонид Попов (род. 1945)                                        | 200 сут 14 ч 45 мин       | Союз-35 Салют-6 Союз-37          | 9 апреля 1980      | 11 октября 1980       |       |
| 93 | Союз Советских Социалистических Республик          | Союз-40 Салют-6                | Леонид Попов (род. 1945)                                        | 200 сут 14 ч 45 мин       | 14 мая 1981                      | 22 мая 1981        |                       |       |
| 93 | Союз Советских Социалистических Республик          | Союз Т-7 Салют-7 Союз Т-5      | Леонид Попов (род. 1945)                                        | 200 сут 14 ч 45 мин       | 19 августа 1982                  | 27 августа 1982    |                       |       |
| 94 | Венгерская Народная Республика                     |                                | Берталан Фаркаш (род. 1949) венг. Farkas Bertalan               | 7 сут 20 ч 45 мин         | Союз-36 Салют-6 Союз-35          | 26 мая 1980        | 3 июня 1980           |       |
| 95 | Союз Советских Социалистических Республик          |                                | Юрий Малышев (1941—1999)                                        | 11 сут 19 ч 59 мин        | Союз Т-2 Салют-6                 | 5 июня 1980        | 9 июня 1980           |       |
| 95 | Союз Советских Социалистических Республик          | Союз Т-11 Салют-7 Союз Т-10    | Юрий Малышев (1941—1999)                                        | 11 сут 19 ч 59 мин        | 3 апреля 1984                    | 11 апреля 1984     |                       |       |
| 96 | Вьетнам                                            |                                | Фам Туан (род. 1947) вьет. Phạm Tuân                            | 7 сут 20 ч 42 мин         | Союз-37 Салют-6 Союз-36          | 23 июля 1980       | 31 июля 1980          |       |
| 97 | Куба                                               |                                | Арнальдо Тамайо Мендес (род. 1942) исп. Arnaldo Tamayo Méndez   | 7 сут 20 ч 43 мин         | Союз-38 Салют-6                  | 18 сентября 1980   | 26 сентября 1980      |       |
| 98 | Союз Советских Социалистических Республик          |                                | Леонид Кизим (1941—2010)                                        | 374 сут 17 ч 57 мин       | Союз Т-3 Салют-6                 | 27 ноября 1980     | 10 декабря 1980       |       |
| 98 | Союз Советских Социалистических Республик          | Союз Т-10 Салют-7 Союз Т-11    | Леонид Кизим (1941—2010)                                        | 374 сут 17 ч 57 мин       | 8 февраля 1984                   | 2 октября 1984     |                       |       |
| 98 | Союз Советских Социалистических Республик          | Союз Т-15 Салют-7              | Леонид Кизим (1941—2010)                                        | 374 сут 17 ч 57 мин       | 13 марта 1986                    | 16 июля 1986       |                       |       |
| 99 | Союз Советских Социалистических Республик · Россия |                                | Геннадий Стрекалов (1940—2004)                                  | 268 сут 22 ч 29 мин       | Союз Т-3 Салют-6                 | 27 ноября 1980     | 10 декабря 1980       |       |
| 99 | Союз Советских Социалистических Республик · Россия | Союз Т-8                       | Геннадий Стрекалов (1940—2004)                                  | 268 сут 22 ч 29 мин       | 20 апреля 1983                   | 22 апреля 1983     |                       |       |
| 99 | Союз Советских Социалистических Республик · Россия | Союз Т-11 Салют-7 Союз Т-10    | Геннадий Стрекалов (1940—2004)                                  | 268 сут 22 ч 29 мин       | 3 апреля 1984                    | 11 апреля 1984     |                       |       |
| 99 | Союз Советских Социалистических Республик · Россия | Союз ТМ-10 Мир                 | Геннадий Стрекалов (1940—2004)                                  | 268 сут 22 ч 29 мин       | 1 августа 1990                   | 10 декабря 1990    |                       |       |
| 99 | Союз Советских Социалистических Республик · Россия | Союз ТМ-21 Мир Атлантис STS-71 | Геннадий Стрекалов (1940—2004)                                  | 268 сут 22 ч 29 мин       | 14 марта 1995                    | 7 июля 1995        |                       |       |